# Lombang Daya
Lombang Daya is een bestuurslaag in het regentschap Bangkalan van de provincie Oost-Java, Indonesië. Lombang Daya telt 4540 inwoners (volkstelling 2010).